# Pradelles-en-Val
Pradelles-en-Val is een plaats en voormalige gemeente in het Franse departement Aude (regio Occitanie) en telt 187 inwoners (2005). De plaats maakt deel uit van het arrondissement Carcassonne. Pradelles-en-Val is op 1 januari 2019 gefuseerd met de gemeente Montlaur tot de gemeente Val-de-Dagne. 

## Geografie
De oppervlakte van Pradelles-en-Val bedraagt 16,3 km², de bevolkingsdichtheid is 11,5 inwoners per km².
De onderstaande kaart toont de ligging van Pradelles-en-Val met de belangrijkste infrastructuur en aangrenzende gemeenten.

## Demografie
Onderstaande figuur toont het verloop van het inwonertal (bron: INSEE-tellingen).

Vanwege een beveiligingsprobleem met de MediaWiki Graph-software is het momenteel niet mogelijk deze grafiek weer te geven. Zodra de software is bijgewerkt zal de grafiek vanzelf weer zichtbaar worden.